# Rhaphium gracile
Rhaphium gracile är en tvåvingeart som beskrevs av Charles Howard Curran 1924. Rhaphium gracile ingår i släktet Rhaphium och familjen styltflugor. Inga underarter finns listade i Catalogue of Life.